# Chérif Baba Aidara
Chérif Baba Aidara (* 22. November 1967) ist ein ehemaliger mauretanischer Leichtathlet, der sich auf den Mittelstreckenlauf spezialisiert hatte.

## Biografie
Chérif Baba Aidara startete bei den Juniorenweltmeisterschaften 1988 über 1500 Meter.
Er nahm bei den Olympischen Spielen 1992 in Barcelona im 800-Meter-Lauf teil. Bei den Olympischen Spielen 1996 startete Aidara ebenfalls im 800-Meter-Lauf.
Darüber hinaus nahm er an den Weltmeisterschaften 1997 im 800-Meter-Lauf teil.